# Базак, Аркадиуш
Аркадиуш Богуслав Базак (пол. Arkadiusz Bogusław Bazak; род. 12 января 1939) — польский актёр театра, кино, радио и телевидения, также актёр озвучивания.

## Биография
Аркадиуш Базак родился в Варшаве. Актёрское образование получил в Государственной высшей театральной школе в Кракове, которую окончил в 1965 году. Дебютировал в 1965 в Театре имени Юлиуша Словацкого в Кракове. Актёр театров в Кракове и Варшаве. Выступает в спектаклях «театра телевидения» с 1966 года и в радиопередачах «театра Польского радио».

## Избранная фильмография
актёр
- 1964 — Конец нашего света / Koniec naszego świata — русский узник Освенцима
- 1965 — Пепел / Popioły — спутник князя Понятовского
- 1967 — Вестерплатте / Westerplatte — капитан Домбровский, заместитель коменданта
- 1967 — Когда любовь была преступлением / Kiedy miłość była zbrodnią
- 1969 — Знаки на дороге / Znaki na drodze — Мариан
- 1969 — Приключения пана Михала / Przygody pana Michała (только в 6-й серии)
- 1971 — Агент № 1 / Agent nr 1
- 1974 — Весна, пан сержант! / Wiosna panie sierżancie — капитан милиции
- 1974 — Потоп / Potop — Куклиновский
- 1975 — Бенямишек / Beniamiszek — помощник ксендза
- 1975 — Опали листья с деревьев / Opadły liście z drzew
- 1976—1977 — Польские пути / Polskie drogi
- 1977 — Страсть / Pasja
- 1978 — Жизнь, полная риска / Życie na gorąco (только в 1-й серии)
- 1979 — Голем / Golem — начальник учёных
- 1980 — Карьера Никодима Дызмы / Kariera Nikodema Dyzmy
- 1980 — Записки молодого варшавянина / Urodziny młodego warszawiaka — Густав, командир Ежи
- 1981 — Коноплянка / Konopielka — делегат от повята
- 1982 — Знахарь / Znachor — прокурор
- 1986 — Золотой поезд / Złoty pociąg / Trenul de aur — унтерштурмфюрер Рудольф Ланг
- 1989 — Узник Европы / Jeniec Europy — адмирал Джордж Коберн
- 1991 — Очень важная персона / V.I.P.
- 1993 — Эскадрон / Szwadron — полковник
- 1995—1998 — Экстрадиция / Ekstradycja — комендант полиции
- 2002 — Ведьмак / Wiedźmin (только в 7-й серии) — эпизод
- 2003 — Старинное предание / Stara baśń: Kiedy słońce było bogiem — Беднош

польский дубляж
- Семнадцать мгновений весны
- Я, Клавдий
- Особняк с привидениями
- Оливер Твист
- мультфильмы: Бен-10, Лис и Пёс, Лис и Пёс 2, Мулан 2, Не бей копытом, Скуби-Ду и тайна лох-несского чудовища, Тачки 2 и др.